# ロスチスラフ・スヴャトポルコヴィチ
ロスチスラフ・スヴャトポルコヴィチ（スヴャトポルチチ）（ロシア語: Ростислав  Святополкович(Святополчич)、? - 1232年以降）はトゥーロフ・ピンスク公スヴャトポルクの子である。ピンスク公（在位：1228年以前 - 1232年以降）。

## 生涯
ロスチスラフはトゥーロフ・イジャスラフ家(ru)出身であり、1223年のカルカ河畔の戦いで何人かの同家出身の公が失われた後の、トゥーロフ・イジャスラフ家を統率した。
1227年、ルーツク公ムスチスラフ死後のルーツク公国の継承権をめぐるガーリチ公国の公らの闘争に乗じ、子らを派遣してチャルトリースクを占領した。しかし、すぐにガーリチ公ダニールによってチャルトリースクは奪い返され、ロスチスラフの子らは捕虜となった。このため、その翌年に、キエフ大公ウラジーミル、チェルニゴフ公ミハイル、ポロヴェツ族ハーン・コチャンらの支援を得て軍勢を派遣した。しかしこの遠征は、カメネツ包囲戦で成果を挙げることなく不首尾に終わった。
ロスチスラフの妻や子孫の名については知られていない。なお、本頁のロスチスラフとステパニ公ロスチスラフとを同一人物とみなす説がある。